# 280. п. н. е.

## Догађаји
- Пир, краљ Епира, склапа савез са новим македонским краљем Птолемејем Керауном, што му омогућава да са великом војском крене у Италију како би помогао Таренћанима у борби против Римљана, чиме започиње Пиров рат.